# 上海体育场站
上海体育场站位于中华人民共和国上海市徐汇区零陵路与天钥桥路交叉口，是上海地铁4号线与建设中的23号线的地铁换乘站。

## 车站构造
| 地面层   | 出入口             | 2-4出入口                        |  |  |
| 地下一层 | 站厅               | 票务服务、自动售票机、人工服务台 |  |  |
| 地下二层 | ②站台              | █ 4号线 内环（上海体育馆）       |  |  |
|          | 岛式站台，左侧开门 |                                  |  |  |
|          | ①站台              | █ 4号线 外环（东安路）           |  |  |

## 车站出口
上海体育场站共有3个出入口，4号口目前因星游城改造而暂时关闭，连接站厅与地面的无障碍电梯不在任何一出入口附近，而是位于站厅中部，各出入口如下所示：
| 出口编号 | 出口指示                             | 照片 |
| -------- | ------------------------------------ | ---- |
| 2 · 出口 | 零陵路，宛平南路                     |      |
| 3 · 出口 | 天钥桥路，中山南二路                 |      |
| 4 · 出口 | 天钥桥路，斜土路，星游城（暂时关闭） |      |

## 公交换乘
56、92、隧道二线、218、178大站、大桥六线、大桥六线(区间)、徐川专线、111、820、824、徐吴专线、144、49、957、958、251 

## 周边建筑
- 星游城
- 上海体育场